# Andreas Schlittmeier
Andreas Schlittmeier (* 28. Mai 1920 in Landshut; † 2. November 2000 ebenda) war ein deutscher Politiker (SPD).
Schlittmeier besuchte die Volks- und Berufsschule und machte eine Schlosserlehre mit Gehilfenprüfung, sodass er als Telefon-Werkstättenarbeiter tätig war. Von 1940 bis 1945 war er im Kriegsdienst als Flugzeugführer beschäftigt und wurde verwundet. 1945 wurde er Expedient, 1946 selbstständiger Kaufmann. Nach seiner Kaufmannsgehilfenprüfung und dem Begabtenabitur studierte er Staatswissenschaften an der Universität München und wurde Diplom-Volkswirt.
1946 wurde Schlittmeier Mitglied der SPD, bei der er verschiedene Vorstandsfunktionen innehatte. Ab 1948 war er Mitglied im Stadtrat von Landshut und dort 20 Jahre lang Fraktionsvorsitzender. Von 1960 bis 1972 war er 2. Bürgermeister. Von 1954 bis 1970 war er Mitglied und zwölf Jahre lang Fraktionsvorsitzender im Bezirkstag von Niederbayern. Von 1966 bis 1986 war er Mitglied des Bayerischen Landtags.

## Ehrungen
- 1976: Verdienstkreuz 1. Klasse der Bundesrepublik Deutschland
- 1988: Großes Verdienstkreuz der Bundesrepublik Deutschland
- Bayerischer Verdienstorden